# 彭瑊
彭瑊，五代十国时期吉州（今江西省吉安市）庐陵赤石洞人，吉州刺史彭玕的弟弟。
后梁开平四年（910年）六月，被杨吴水军指挥使敖骈围困在赤石，马楚军队进行救援，俘获敖骈。彭瑊归附马楚，任溪州刺史。以当地土官统治者为基础，形成一股力量。后联合鄂西漫水司土官之弟向伯林，击垮统治龙山一带的吴著冲、惹巴冲，占据湘西地区。奠定彭氏在当地八百余年统治的基础。其子彭士愁。